# Малый Предтеченский переулок
Ма́лый Предте́ченский переу́лок — улица в центре Москвы на Пресне между Нововаганьковским переулком и улицей Заморёнова. Здесь находится Храм Рождества Иоанна Предтечи на Пресне.

## Происхождение названия
Название Большого, Верхнего и Малого Предтеченских переулков возникло в XIX веке по церкви Рождества Иоанна Предтечи «что за Пресненскими прудами». Существовавший также Нижний Предтеченский переулок сейчас — переулок Капранова.

## Описание
Малый Предтеченский начинается от конца Нововаганьковского, где последний переходит в Верхний Предтеченский, затем проходит на север до улицы Заморёнова. Слева от него начинается Большой Предтеченский прямо напротив храма.

## Примечательные здания и сооружения
По чётной стороне:
- Дом 2 — Храм Рождества Иоанна Предтечи на Пресне (1828, архитектор Ф. М. Шестаков)
- Дом 6 — Доходный дом (1913, архитектор С. Д. Езерский), в доме размещается 2-й отдельный батальон милиции, Управление Вневедомственной Охраны УВД ЦАО.